# Dihloroizoprenalin
Dihloroizoprenalin (DCI, dihlorosisoproterenol) je bio prvi beta blokator ikad razvijen. On je neselektivan za β1-adrenergički i β2-adrenergički receptor. DCI ima nisku potentnost i deluje kao parcijalni agonist/antagonist na tim receptorima.
Dihloroizoprenalin je racemska smeša enantiomera.